# Brønnum
 Ikke at forveksle med Brøndum (navn).
Brønnum er et dansk efternavn. Januar 2024 var der 371 personer med navnet i Danmark.

## Personer med navnet
- Bjørn Brønnum - dansk roer
- Egil Brønnum - direktør af Brønnums Maskinfabrik
- Ego Brønnum-Jacobsen - dansk skuespiller
- Jacob Brønnum Scavenius Estrup - dansk godsejer og konseilspræsident, barnebarn af Jacob B. S.
- Jacob Brønnum Scavenius - dansk godsejer
- Jacob Frederik Brønnum Scavenius - dansk kulturminister, søn af Peder B. S.
- Jakob Brønnum - dansk forfatter
- Johannes Christian Brønnum - dansk godsejer og krigskommissær
- Oluf Brønnum - grundlægger af Oluf Brønnum & Co.
- Ove Brønnum - pseudonym brugt af kunstneren Tørk Haxthausen
- Peder Brønnum Scavenius - dansk godsejer og politiker, søn af Jacob B. Scavenius